# ملبودة بيروية
ملبودة بيروفية أو جبورندي بيروفي (الاسم العلمي:Pilocarpus peruvianus) هو نوع من النباتات يتبع جنس الجبورندي من الفصيلة السذابية.